# Караколь (Есильский район)
Караколь (каз. Қаракөл) — село в Есильском районе Акмолинской области Казахстана. Административный центр Каракольского сельского округа. Код КАТО — 114863100.

## География
Село расположено в 40 км на юго-запад от районного центра города Есиль. 

## Население
В 1989 году население села составляло 753 человек (из них русских 47%).
В 1999 году население села составляло 592 человека (294 мужчины и 298 женщин). По данным переписи 2009 года, в селе проживало 475 человек (235 мужчин и 240 женщин).
| Динамика численности населения | Динамика численности населения | Динамика численности населения |
| 1989                           | 1999                           | 2009                           |
| ------------------------------ | ------------------------------ | ------------------------------ |
| 753                            | ↘592                           | ↘475                           |